# Arhitectura și sculptura manieristă în Polonia

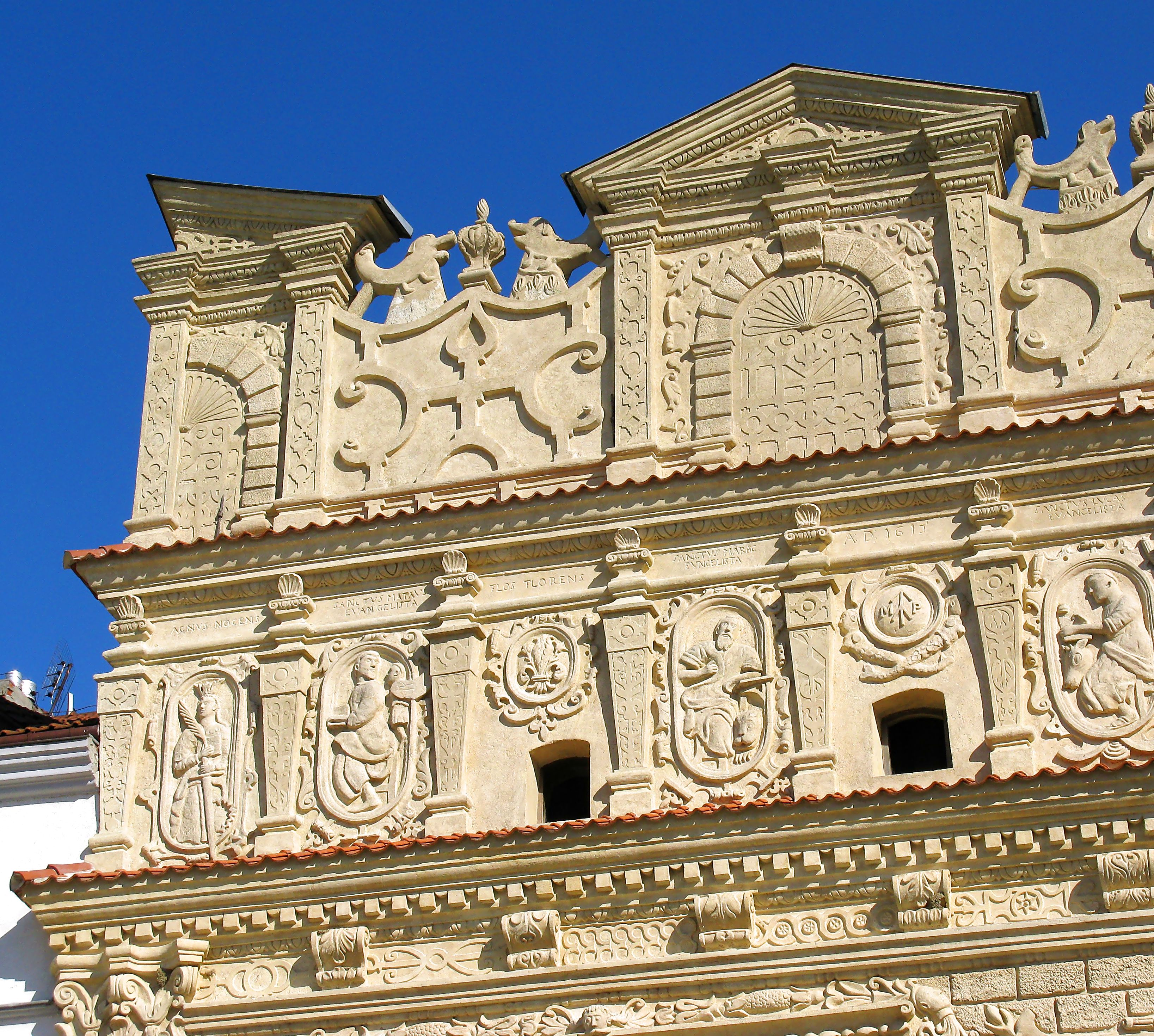
Casă cu mansardă de Mikołaj Przybyła (1615), construit în stilul manierismului polon (tip Lublin), în Kazimierz Dolny.

Arhitectura și sculptura manieristă în Polonia și-a atins apogeul între anii 1550-1650, când a fost înlocuit cu arhitectura barocă.
Stilul include diferite tradiții manieriste, [1], care sunt în strânsă legătură cu diversitatea etnică și religioasă a țării, precum și cu situația economică și politică la acel moment. Complexul manierist Kalwaria Zebrzydowska și orașul Zamość construit în stil manierist sunt patrimoniul mondial UNESCO.

## Condiții de dezvoltare și caracteristici
Perioada dintre 1550 și 1650 a fost o epoca de aur a Uniunii statale polono-lituaniene (creat în 1569) și o Epoca de Aur a Poloniei. 
Aceasta a fost o perioadă de prosperitate economică datorită comerțului cu cereale. Cerealele erau păstrate în grânare bogat ornamentate (de exemplu, în Kazimierz Dolny) și transportate de-a lungul râului Vistula în portul principal din Polonia - Gdańsk, de unde erau vândute în Olanda, Anglia, Franța, Italia și Spania (aproximativ 80% din veniturile orașului la începutul anului secolul al XVII-lea proveneau din comerțul cu cereale).   Acesta a fost, de asemenea, o perioadă de toleranță religioasă datorită Confederației de la Varșovia (1573). 
Polonia era un stat multinațional (cu polonezi, ruteni, evrei, germani, italieni, olandezi, flamanzi, armeni, scoției, bohemiani, tătari) și multireligios (romano-catolici, ortodocși, greco-catolici, reformați, luterani, musulmani, Frația poloneză, husiți și mulți alții).  Toate aceste națiuni au contribuit la crearea unei diversități excepționale în arhitectura și sculptura manieristă a Polonia/Poloniei. 
Prima jumătate a secolului al XVII-lea este marcată de activitatea puternică al iezuiților și Contrareformei, care a dus la izgonirea din arienilor progresiști (Frația poloneză) în 1658 și care se reflectă în arhitectură (cu răspândirea în baroc, cu toate că Polonia a rămas o "țară fără practica arderii pe rug".   Toate marile războaie și conflicte militare au fost efectuate departe de teritoriul Poloniei de astăzi, astfel încât țara se putea dezvolta nestingherit. Aceste condiții favorabile sunt motivul pentru care arhitectura și sculptura manieristă în Polonia a lăsat atât de multe exemple frumoase.

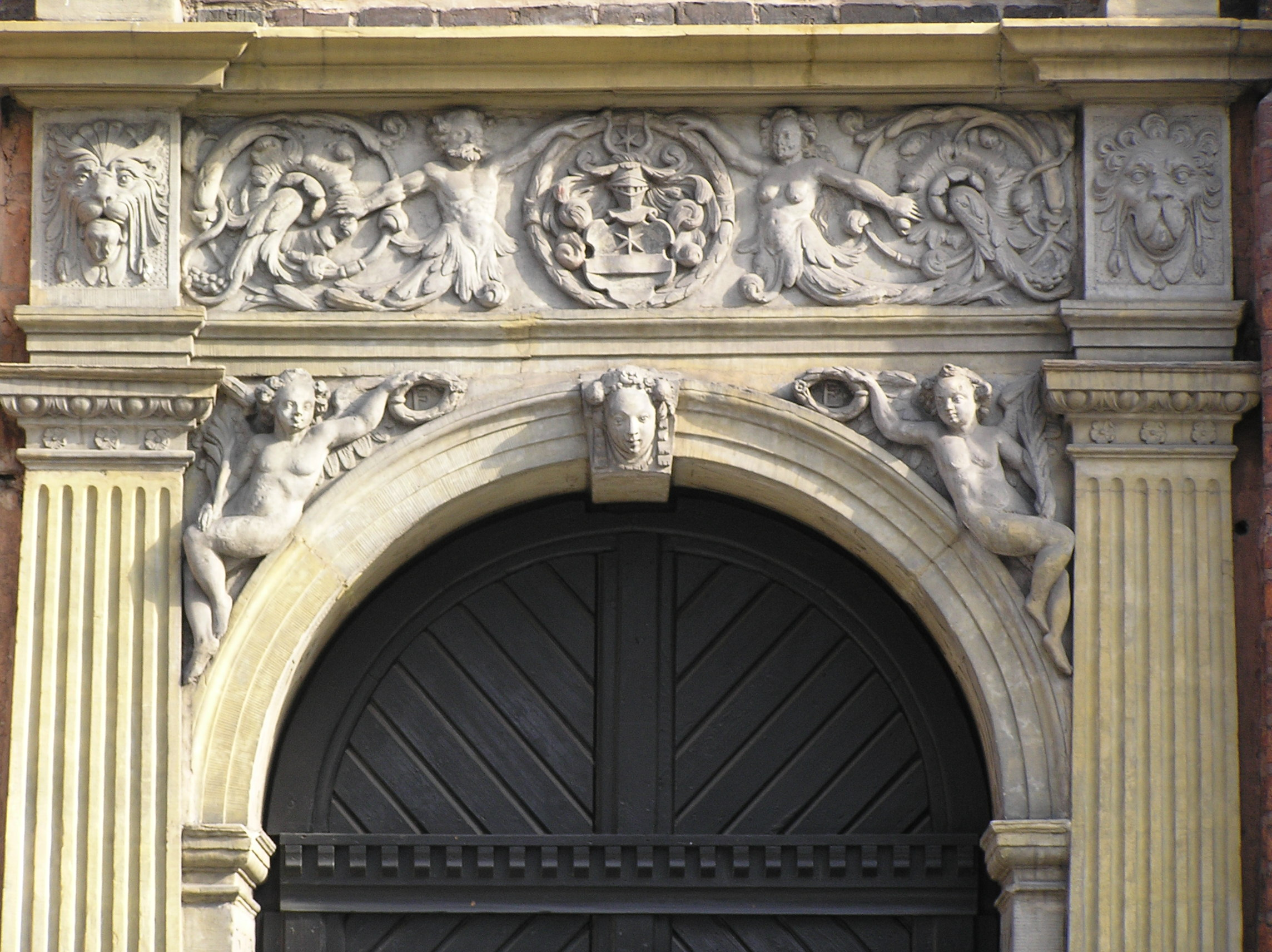
Poartă în stil manierist olandez Willem van den Blocke (c. 1590), Toruń.

Arhitectura și sculptura manieristă au două tradiții majore - poloneză / italiană și olandeză / flamandă, care domină în nordul Poloniei. Manierismul din Silezia din sud-vestul Poloniei a fost în mare măsură influențat de manierismul din Boemia și de cel german, în timp ce manierismul din Pomerania din nord-vestul Poloniei a fost influențat de tradiția gotică și de manierismul din nordul Germaniei. Evreii din Polonia au adoptat modele din manierismul italian și polonez în propria lor tradiție.
Inspirație majoră pentru multe structuri în Polonia au fost construcțiile renașterii timpurii de pe Dealul Wawel - Capela lui Sigismund (1519-1533), mormântul regelui Sigismund I al Poloniei în capelă (1529-1531) și curtea cu arcade din Castelul Wawel  (1506-1534), precum și clădiriile din Anvers - Primaria (1561-1565), casele de la Grote Markt și sculpturile funerare de Cornelis Floris de Vriendt. În concluzie, principalul criteriu de diferențiere între tipurile de manierism în Polonia este sursa de inspirație și, în multe cazuri,
conceptul fondatorilor juca un rol esențial în forma finală a construcției (de exemplu, Mormântul lui Jędrzej Noskowski în Maków Mazowiecki de Willem van den Blocke , este un exemplu al manierismului polonez inspirat de mormântul lui Sigismund I). [13]
Frontoanele triunghiulare de origine gotică târzie și ferestre mari sunt caracteristici ale arhitecturii urbane olandeze, în nordul Poloniei. Manierismul polonez, deși în mare parte dominat de arhitecți italieni și sculptori, are caracteristicile sale unice, care-l diferențiază de echivalentul său italian (poduri, motive decoraționale, construcția și forma de clădirilor, influență olandeză, cehă și  germană) [11] Printre arhitecții și sculptorii notabili al manierismului olandez / flamand în Polonia au fost Anthonis van Obbergen, Willem van den Blocke, Abraham van den Blocke, Jan Strakowski, Paul Baudarth, Gerhard Hendrik, Hans Kramer și Regnier van Amsterdam.
Reprezentanții manierismului polonez / italian sunt Santi Gucci, Jan Michalowicz de Urzędów, Giovanni Maria Padovano, Giovanni Battista di Quadro, Jan Frankiewicz, Galleazzo Appiani, Jan Jaroszewicz, Bernardo Morando, Kasper Fodyga, Krzysztof Bonadura, Antoneo de Galia și mulți alții.
Arhitectura manierismului polonez din secolul al XVI-lea este marcată de utilizarea comună a mansardelor bogat decorate de palate și case, curți arcade și turnuri laterale [11] Arhitectura bisericii a combinat tradiția gotică târzie, cu simetria renascentistă și decorul manierist. Bisericile erau zvelte, de obicei, fără turnuri. Manierismul polonez al secolului al XVII-lea era caracterizată de mult mai multă simplitate în decor în beneficiul armoniei construcției. 
Modelul de la începutul secolului al XVII-lea au fost palatele regale. Castelul Ujazdów construit pentru regele Sigismund al III-lea Vasa a fost o posibilă sursă de inspirație pentru Palatul Episcopal din Kielce, [14] în timp ce Palatul Kielce a fost imitat de multe familii de magnați în reședințele lor (de exemplu, Palatul Tarlo din Podzamcze, 1645-1650 [15] și Palatul Radziwill din Biała Podlaska). Acest tip de palat este cunoscut sub numele de Poggio-Reale, deoarece combină o clădire pătrată, cu o logie centrală cu turnuri laterale în vila Poggio-Reale lângă Napoli (1487-1489) în conformitate cu concepția lui Baldassare Peruzzi și Sebastiano Serlio. [16] Turnurile laterale au devenit un element obligatoriu pentru fiecare palat și capele funerare, după modelul menționat al Capelei lui Sigismund, a inflorit peste tot în Polonia (Staszów, Włocławek).
Alte caracteristici ale manierismului în Polonia sunt fortificațiile orașelor și palatelor construite în stil olandez [17] (Zamość, Ujazd) și primăriile cu turnuri înalte (Biecz, Zamość, Poznań). Cele mai populare tehnici de decorare au fost de relief (Kazimierz Dolny), sgraffito (Krasiczyn) și rusticizare (Ksiaz Wielki), în timp ce materialul folosit era în principal cărămidă, cărămidă tencuită, gresie și uneori calcar. De ceva timp Renașterea târzie coexista cu stilul baroc timpuriu (introdus în Polonia în 1597, cu Biserica SS. Apostoli Petru și Pavel din Cracovia). [18]

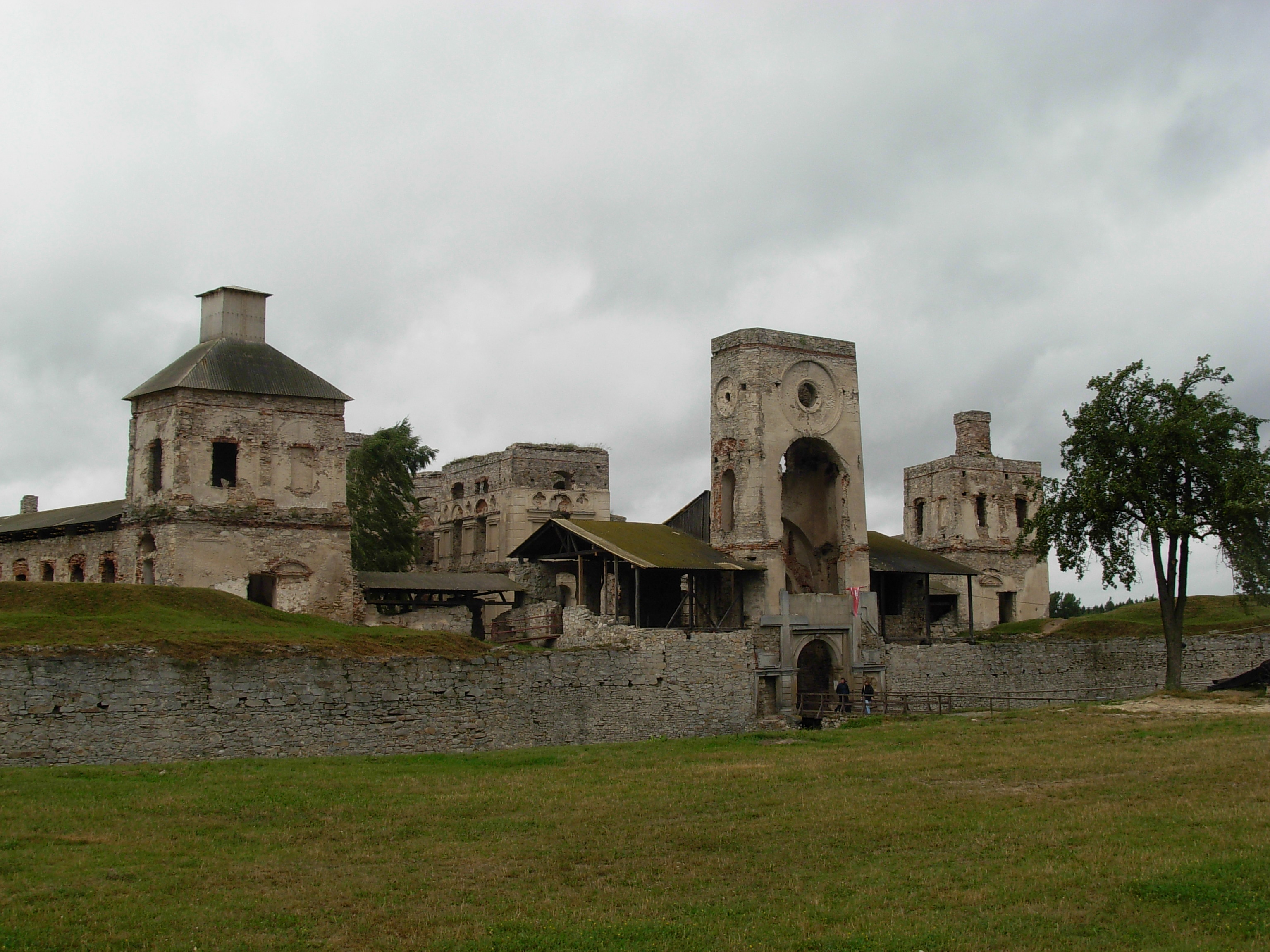
Castelul Krzyztopor

Tradițiile arhitecturale olandeză / flamandă și poloneză / italiană nu au fost izolate și s-au influențat reciproc pentru a crea (printre altele), o compoziție unică, Castelul Krzyżtopór. [19] Aceasta, una dintre cele mai mari construcții de manierism și baroc timpuriu în Polonia, a fost conceput ca un palat fortificat (de tip cunoscut în Polonia sub numele italian ’’Palazzo în Fortezza’’). [19]

## Galerie de imagini

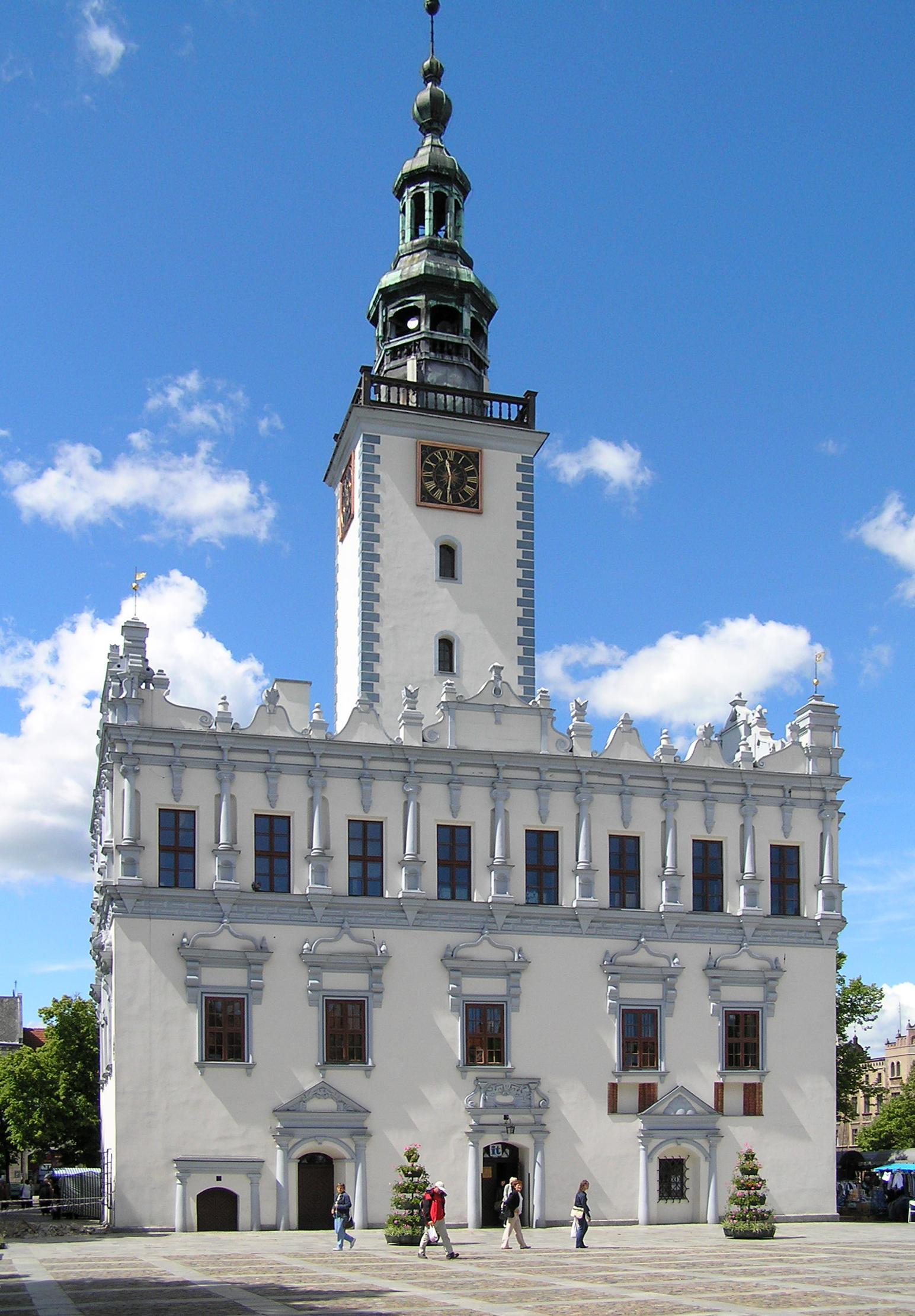
Primăria Chelmno (1567–1572)
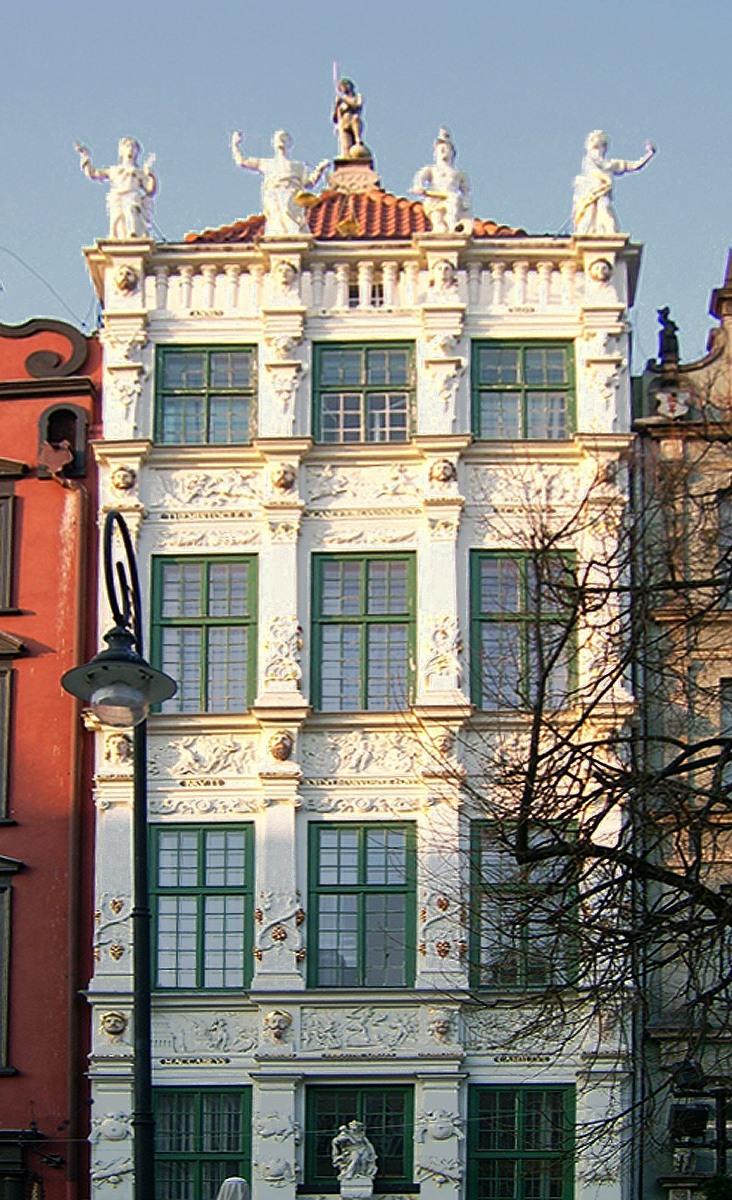
Casa de aur, Gdańsk (1609–1618)
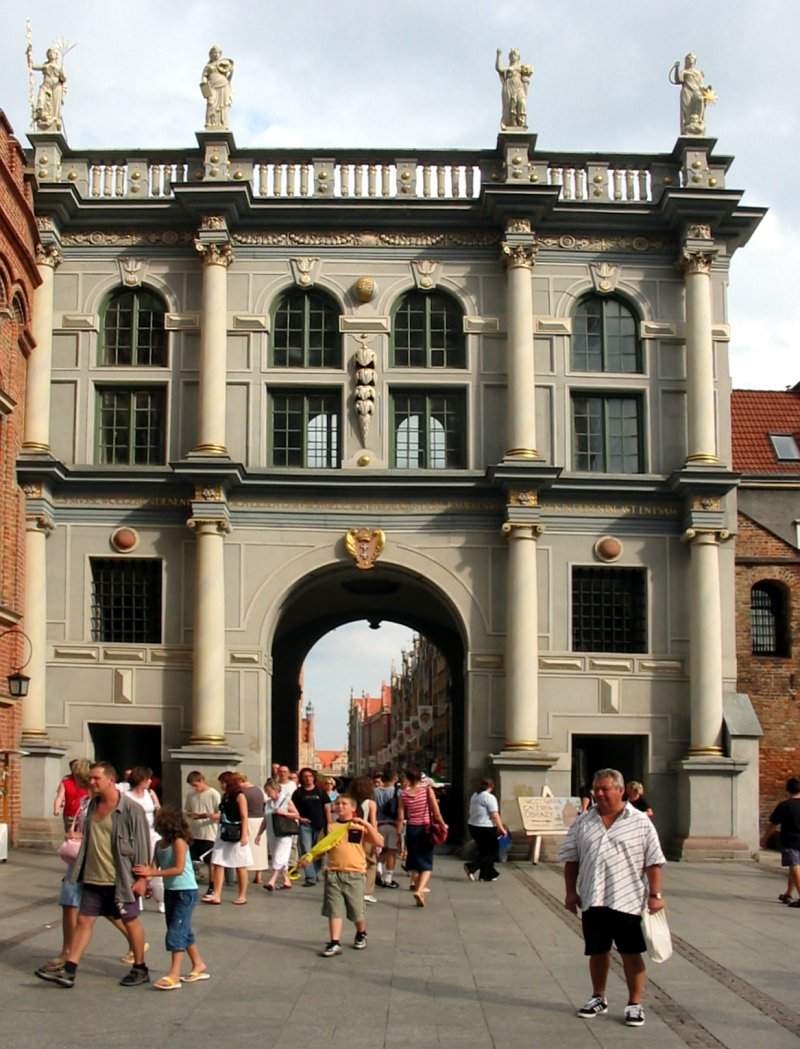
Poarta de aur, Gdańsk (1612–1614)
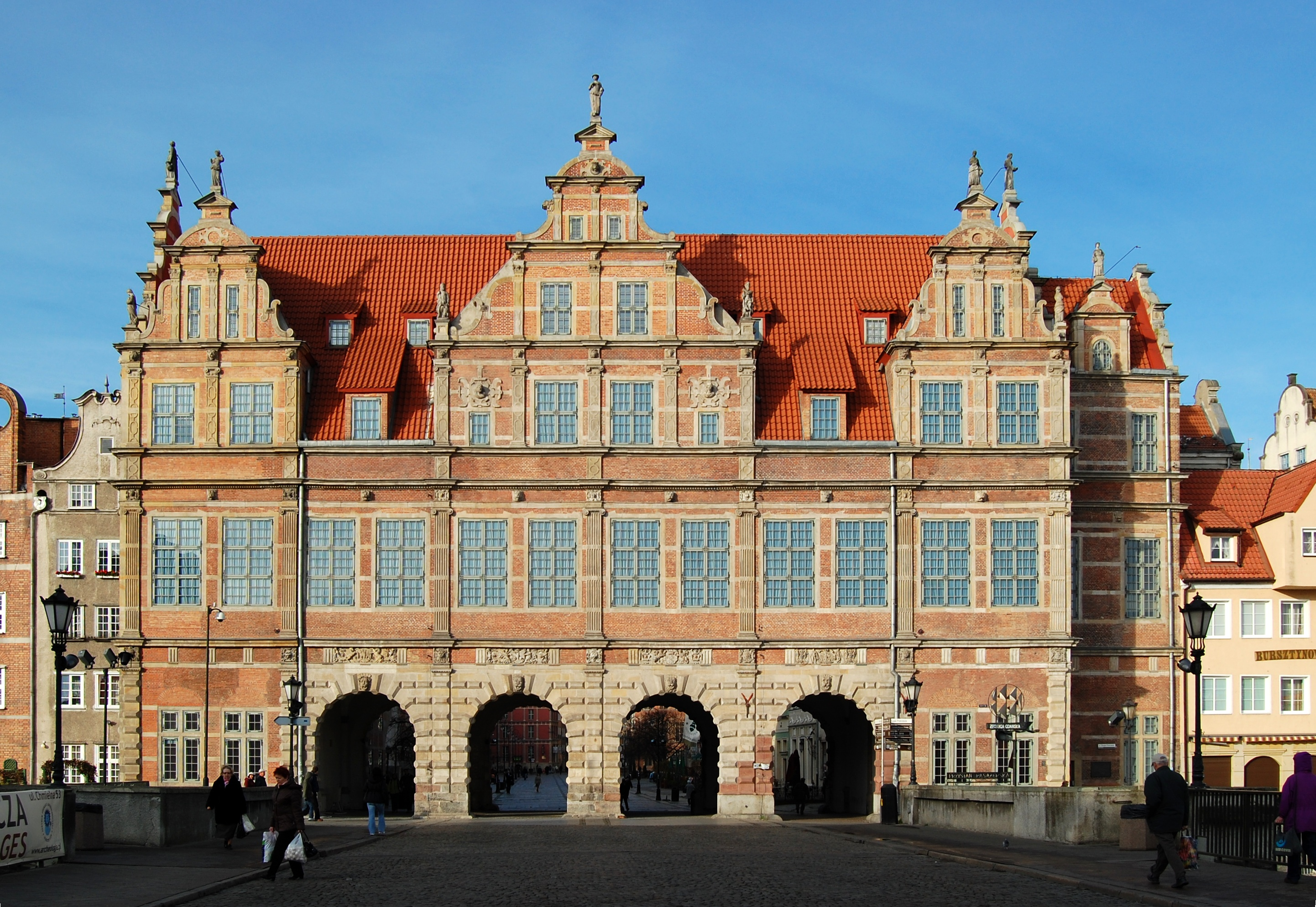
Poarta verde, Gdańsk (1564–1568)
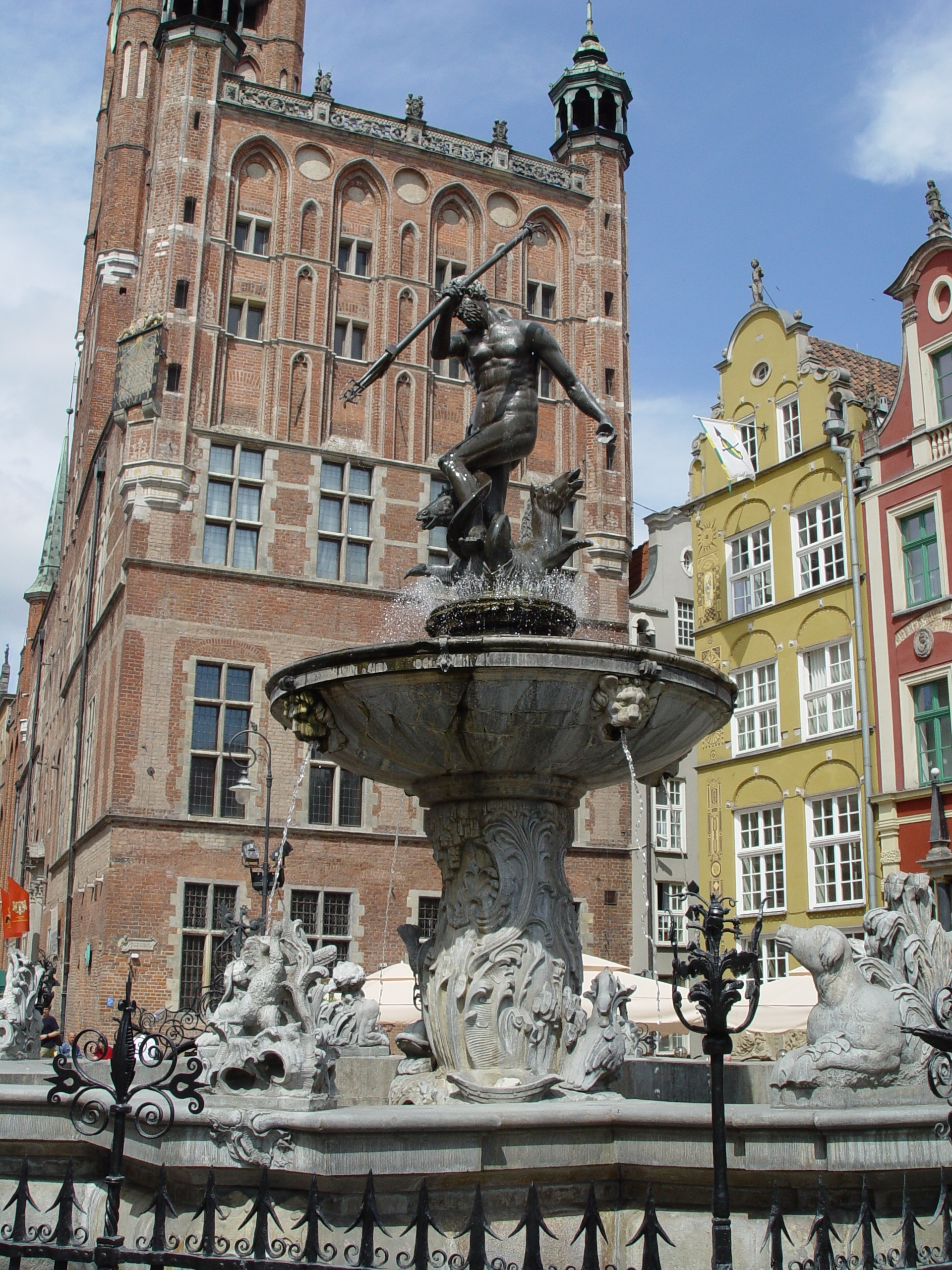
Fântâna lui Neptun (1617)
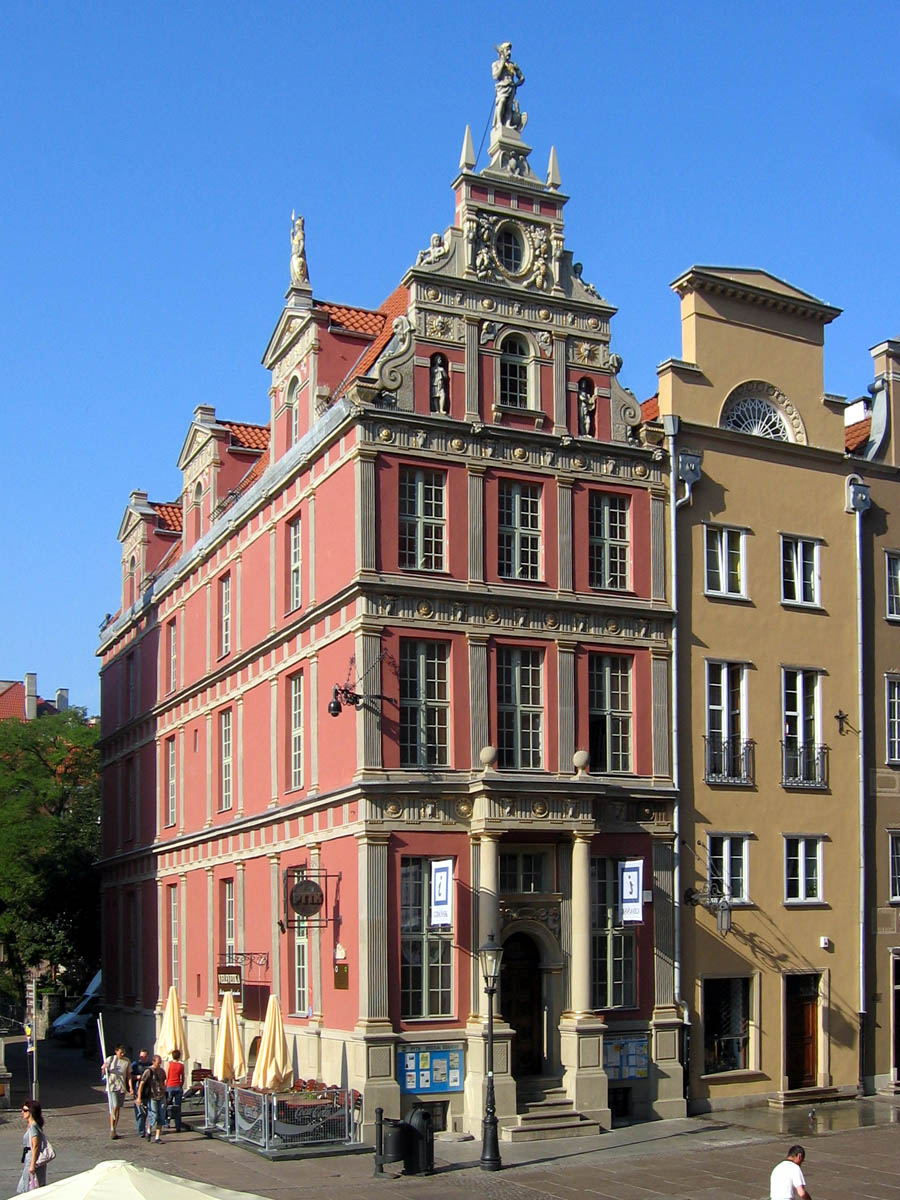
Casa Schumann (1560)
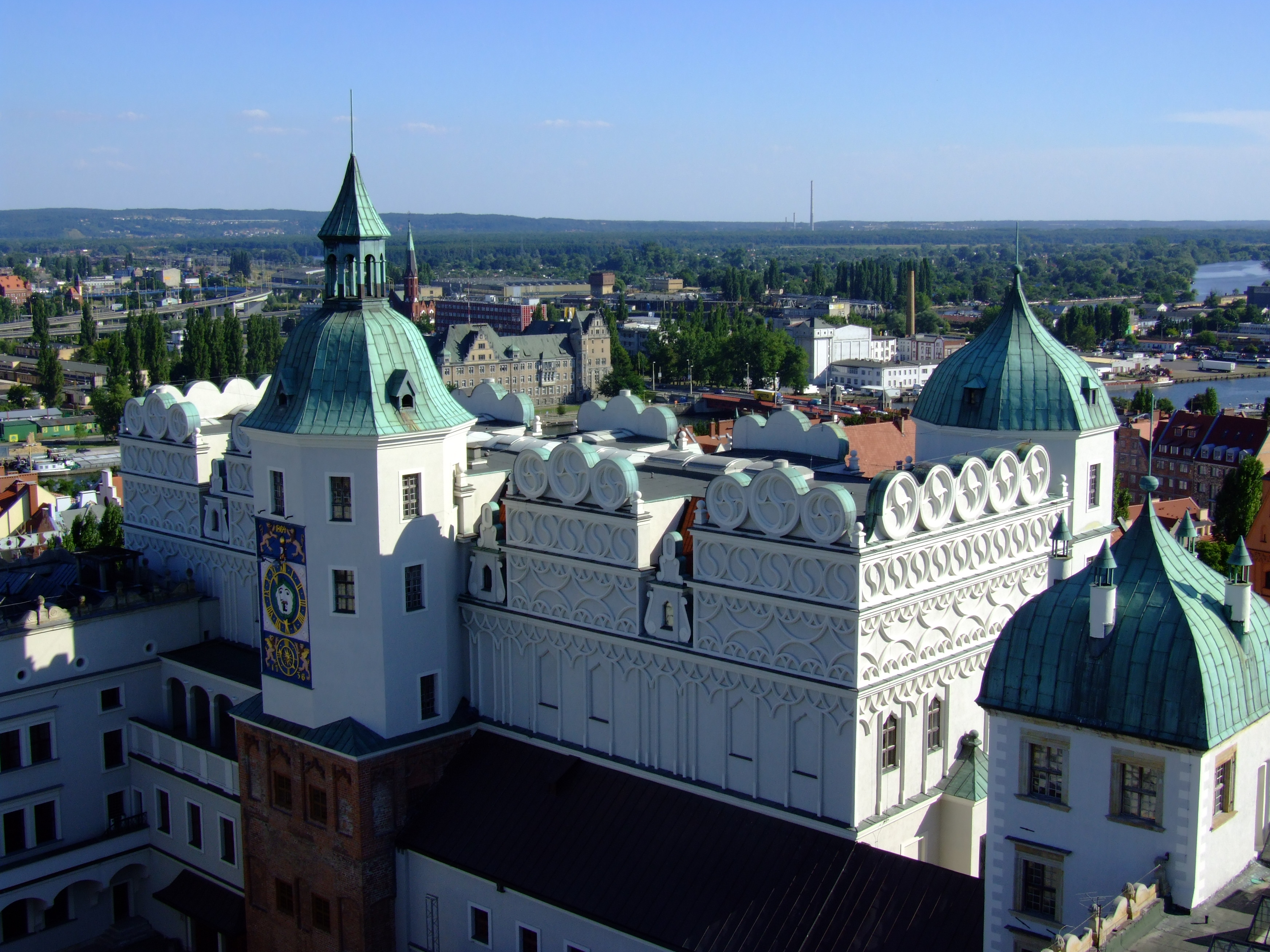
Castelul Ducilor, Szczecin (1573−1582)
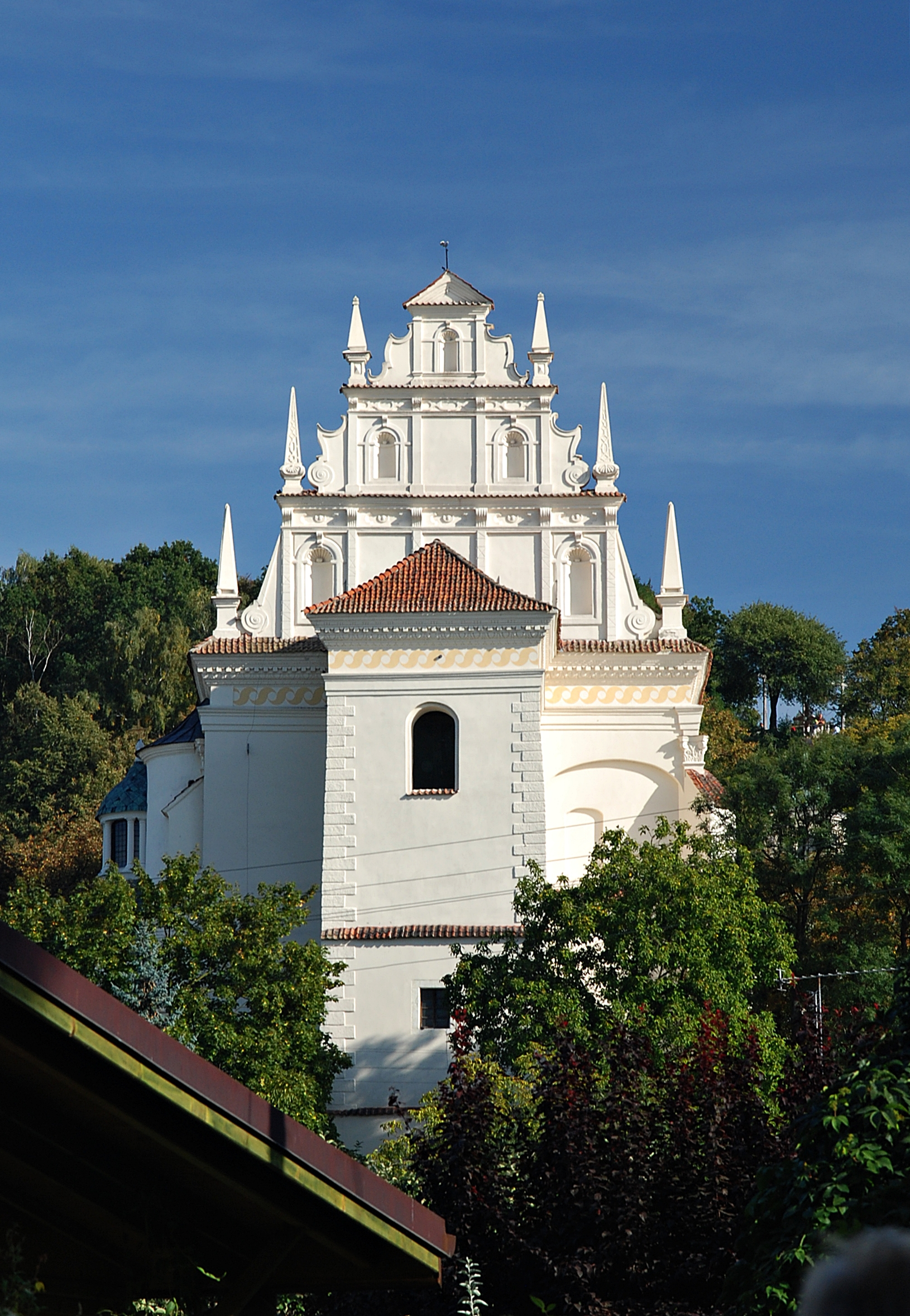
Biserică,Kazimierz Dolny, (1586–1613)
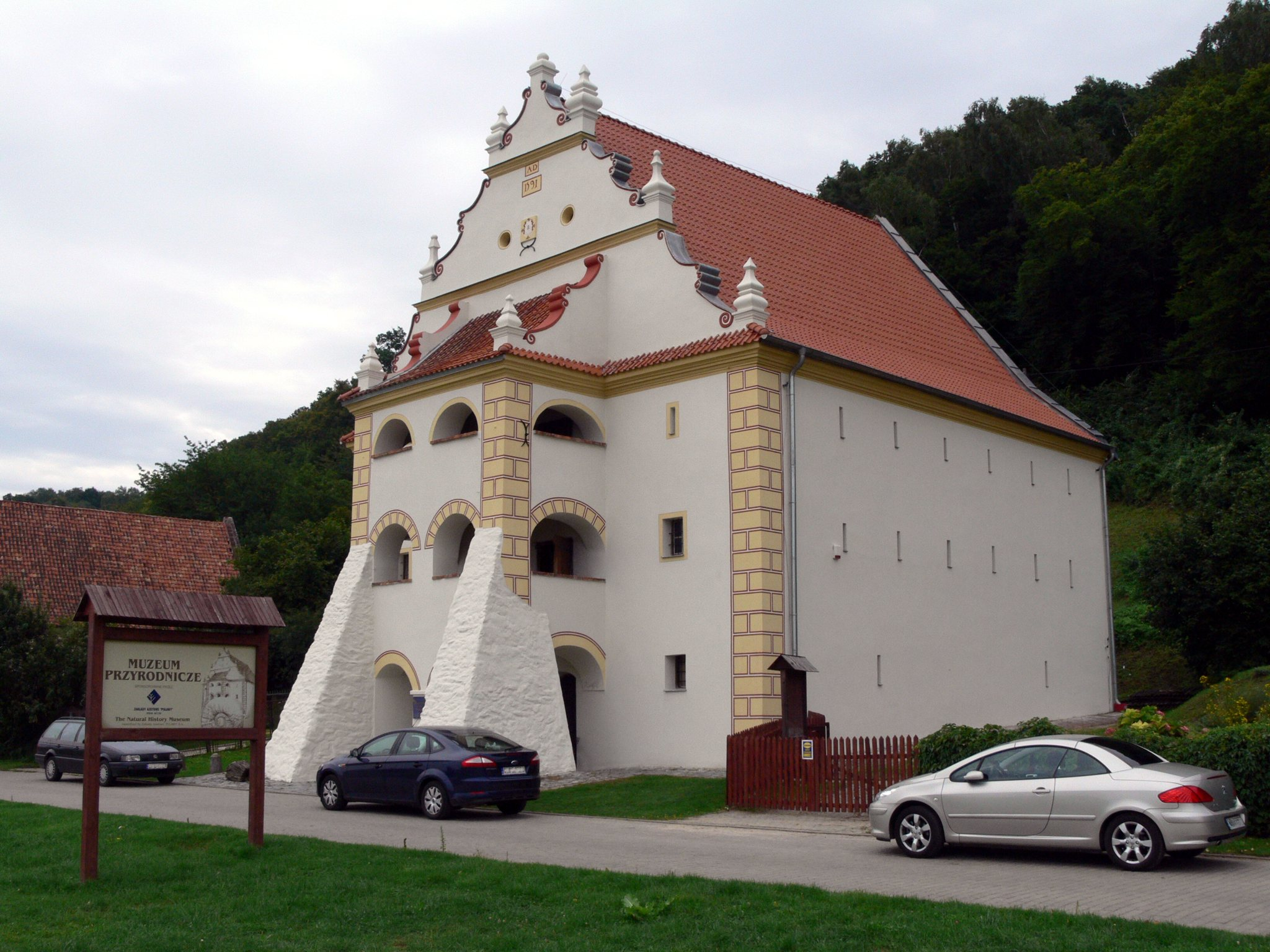
Grânar, Kazimierz Dolny, 1591